# 大黒埠頭
- 日本 > 神奈川県 > 横浜市 > 鶴見区 > 大黒ふ頭
- 横浜港 > 大黒埠頭

大黒埠頭（だいこくふとう）は、神奈川県横浜市鶴見区にある町名および、横浜港の島式埠頭の名称である。貨物の拠点として造られたが、他地域と横浜港背後圏の間の交通のショートカットや、首都高速道路や大型クルーズ客船への乗降等、交通結節点としての機能も持つ。多種多様な経済活動のハブであるため、大黒大橋や横浜ベイブリッジといった巨大な橋も架けられている。扇島や東扇島と並んで存在している。
埠頭の埠の字が常用漢字に含まれないため、地名では「大黒ふ頭」と表記されるほか、埠頭の名称としても看板などで同様に記されていることが多い。横浜港で初めての本格的な島式埠頭である。

## 歴史
- 1971年（昭和46年） 着工
- 1990年（平成2年） 完成

## 事業所
2021年（令和3年）現在の経済センサス調査による事業所数と従業員数は以下の通りである。
| 町丁     | 事業所数  | 従業員数 |
| -------- | --------- | -------- |
| 大黒ふ頭 | 264事業所 | 4,467人  |

### 事業者数の変遷
経済センサスによる事業所数の推移。
| 年                 | 事業者数 |
| ------------------ | -------- |
| 2016年（平成28年） | 233      |
| 2021年（令和3年）  | 264      |

### 従業員数の変遷
経済センサスによる従業員数の推移。
| 年                 | 従業員数 |
| ------------------ | -------- |
| 2016年（平成28年） | 3,689    |
| 2021年（令和3年）  | 4,467    |

## 交通
首都高速道路神奈川5号大黒線及び湾岸線が通過しており、大黒ジャンクションと大黒パーキングエリアがある。
公共交通機関は横浜市営バスが鶴見駅（京急鶴見駅を含む）および横浜駅東口から乗り入れており、横浜スカイウォーク前と大黒海つり公園まで運行されている。

## 施設
港湾施設のほか、工業用地がある。

### バース (着岸施設)
コンテナ船用3バースおよびライナー（定期船）用8バースを含む計25バースある。横浜市港湾局および横浜港埠頭株式会社が管理・運営を行っている。
また、自動車輸出量の増加や横浜ベイブリッジの下をくぐることができない超大型客船（海面上の高さ〈マスト高〉が55m以上のパナマックス客船、「大さん橋#パナマックス問題」も参照）への対策として、当埠頭内（同橋東側〈北緯35度27分28.57秒 東経139度40分46.67秒 / 北緯35.4579361度 東経139.6796306度〉）にある既存の自動車運搬船岸壁（T-3〜T-8バース）と隣接岸壁（P-3・P-4バース）を再編改良した上でCIQ施設も整備（2つに増設）し、大型自動車運搬船および超大型客船対応岸壁として2019年4月より供用を開始している（客船施設名は「大黒ふ頭客船ターミナル」）。

### その他
- ヨコレイ
- 横浜港国際流通センター (Y-CC)[19]
- 大黒ふ頭中央公園
- 大黒海づり公園
- 横浜スカイウォーク（2011年に閉鎖/2019年より特定日のみ営業再開）

## その他

### 日本郵便
- 郵便番号 : 230-0054[3]（集配局：鶴見郵便局[20]）

### 警察
町内の警察の管轄区域は以下の通りである。
| 番・番地等 | 警察署     | 交番・駐在所 |
| ---------- | ---------- | ------------ |
| 全域       | 鶴見警察署 | 生麦交番     |

## ギャラリー

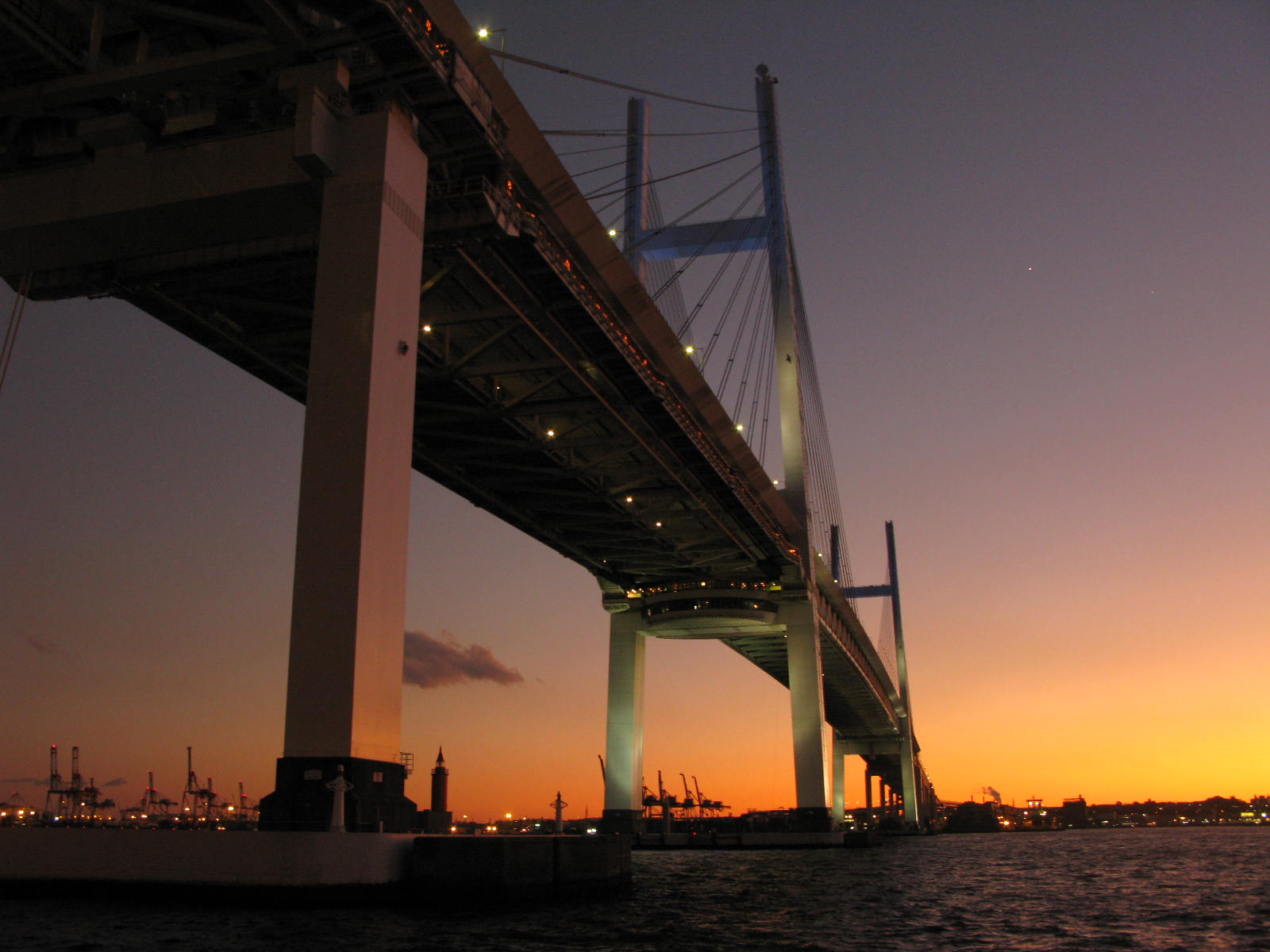
大黒ふ頭西緑地から見た横浜ベイブリッジ
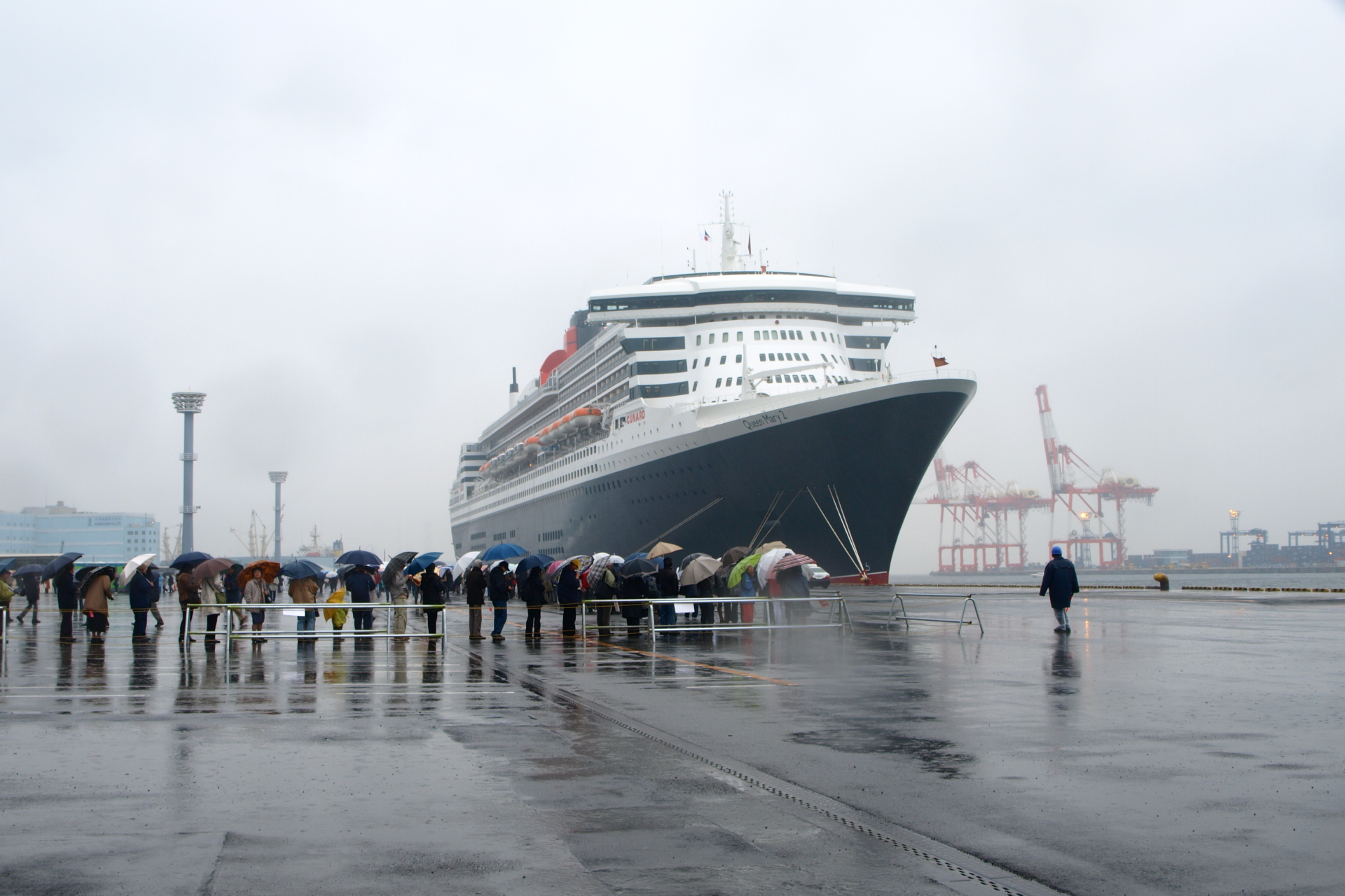
大黒ふ頭客船ターミナルに着岸するクイーン・メリー2
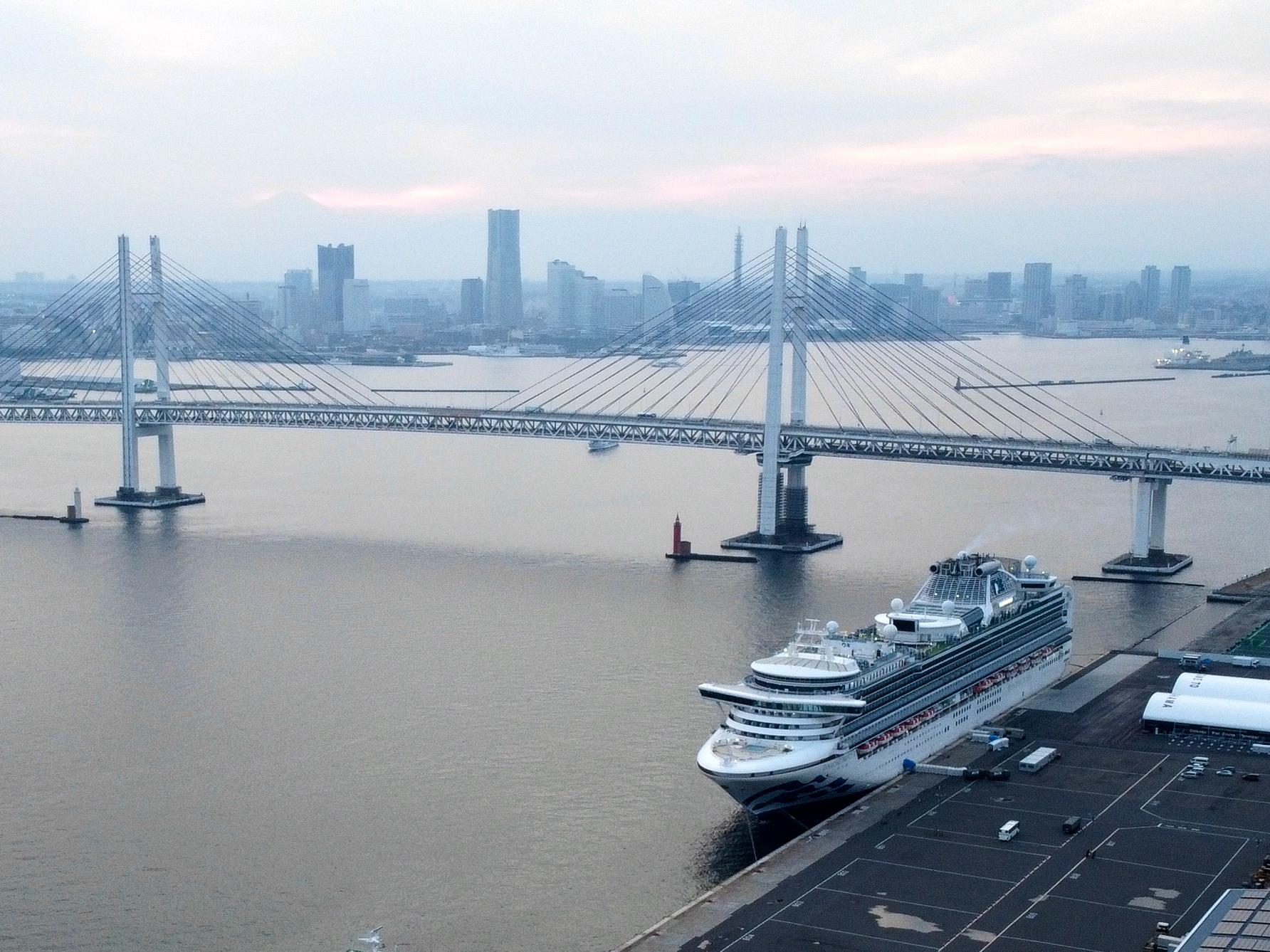
新型コロナウイルス感染症の集団感染に伴う隔離措置のため、大黒ふ頭客船ターミナルに停泊しているダイヤモンド・プリンセス（2020年3月）
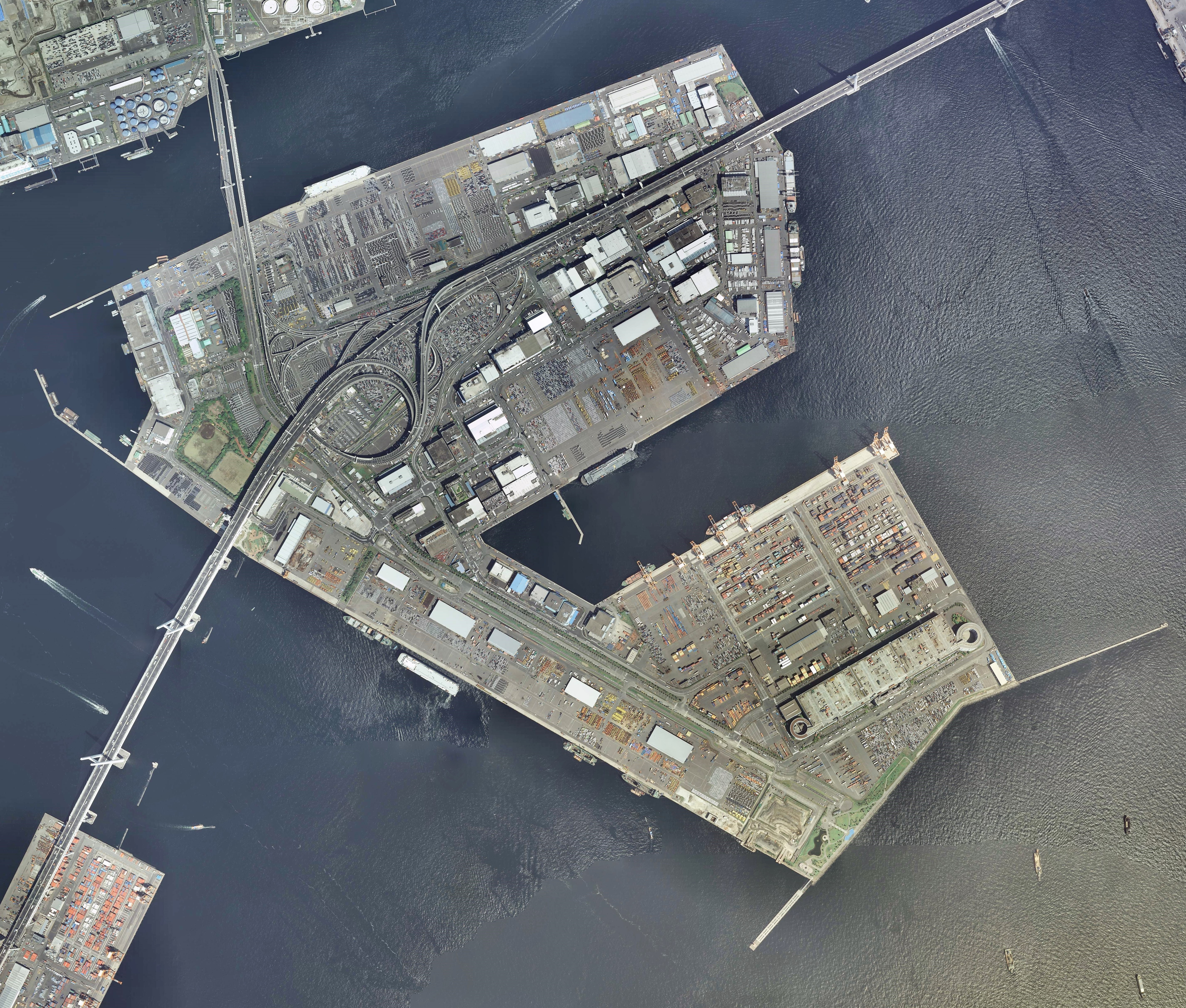
大黒埠頭周辺の空中写真。国土交通省 国土地理院 地図・空中写真閲覧サービスの空中写真を基に作成。2007年4月撮影の10枚を合成作成。